# 9070 Ensab
9070 Ensab este un asteroid din centura principală de asteroizi.

## Descriere
9070 Ensab este un asteroid din centura principală de asteroizi. A fost descoperit pe 23 iulie 1993 la Observatorul Palomar de Carolyn S. Shoemaker și David H. Levy. Asteroidul prezintă o orbită caracterizată de o semiaxă mare de 3,00 ua, o excentricitate de 0,43 și o înclinație de 21,7° în raport cu ecliptica.